# Contea di Lauderdale (Tennessee)
La contea di Lauderdale in inglese Lauderdale County è una contea dello Stato del Tennessee, negli Stati Uniti. La popolazione al censimento del 2000 era di 27 101 abitanti. Il capoluogo di contea è Ripley.